# Chillstep
Chillstep ist ein Subgenre der elektronischen Musikrichtung Dubstep, welche durch das Internet (vor allem durch die Videoplattform YouTube) bekannt wurde. Chillstep wird auch als „Melodic Dubstep“ bezeichnet.

## Entwicklung
Der Begriff „Chillstep“ setzt sich aus den Wörtern „to chill“ (sich entspannen) und „Dubstep“ (elektronisches Musikgenre) zusammen. Er wird seit ca. Frühjahr 2011, als einige Internetnutzer anfingen, ruhigere Dubstep-Lieder als Chillstep zu bezeichnen, für Lieder dieser Art verwendet. Der Begriff für dieses damals neue Subgenre wurde von den Elektronik-Künstlern aufgefasst, und schon bald fingen sie an, Musik in diesem Stil als Chillstep zu betiteln.
Seitdem hat sich Chillstep als eigene Musikrichtung mit zahlreichen Unterschieden zu Dubstep etabliert.

## Stil
Im Gegensatz zu Dubstep wird Chillstep oft von lauteren Bässen und von sanfteren und langsameren Beats begleitet. Chillstep hat im Durchschnitt 120–140 BPM. Chillstep wird von den Hörern oft als melodischer Dubstep bezeichnet, da sich ein Chillstep-Song mehr auf die Melodie als auf einen komplexen Beat konzentriert. Dieser Stil findet sich unter anderen bei Massive Attack (Album Paradise Circus), Lightscape (Escape This Moment) und Phaeleh (So Far Away).